# Culiseta nipponica
Culiseta nipponica är en tvåvingeart som beskrevs av Lacasse och Yamaguti 1950. Culiseta nipponica ingår i släktet Culiseta och familjen stickmyggor. Inga underarter finns listade i Catalogue of Life.